# Operación Azul
La operación Azul (en alemán: Fall Blau, lit. 'Caso Azul') fue el plan desarrollado por la Wehrmacht para la ofensiva estratégica de verano de 1942 en el sur de la URSS, entre el 28 de junio y el 24 de noviembre de 1942, durante la Segunda Guerra Mundial. El objetivo era capturar los campos petroleros de Bakú, Grozni y Maikop con dos propósitos: permitir a los alemanes reabastecer sus bajas existencias de combustible y también negar al mismo tiempo su uso a la Unión Soviética, tratando de provocar con ello, el completo colapso del esfuerzo bélico soviético.
Después de que la operación Barbarroja fracasara en su objetivo prioritario de destruir a la Unión Soviética el año anterior, Adolf Hitler, el Führer de la Alemania nazi, reconoció que Alemania estaba ahora atrapada en una guerra de desgaste y también era consciente de que se estaba quedando sin suministro de combustible y no sería capaz de continuar atacando más profundamente en territorio enemigo sin nuevas reservas. Con esto en mente, ordenó la preparación de planes ofensivos para el verano de 1942 para conquistar los campos petroleros soviéticos en el Cáucaso. La operación implicó un ataque en dos frentes: Uno desde el flanco derecho del Eje contra los campos petroleros de Bakú, conocido como la operación Edelweiss, y otro desde el flanco izquierdo para proteger el primer ataque, moviéndose en dirección a Stalingrado a lo largo del río Don, conocida como operación Fischreiher.
El Grupo de Ejércitos Sur (Heeresgruppe Süd) del ejército alemán se dividió en los Grupos de Ejércitos A y B (Heeresgruppe A y B). Al Grupo de Ejércitos A se le encargó llevar a cabo la Operación Edelweiss cruzando las montañas del Cáucaso para llegar a los campos petrolíferos de Bakú, mientras que el Grupo de Ejércitos B debía proteger sus flancos a lo largo del Volga realizando la Operación Fischreiher. Con el apoyo de 2035 aviones de la Luftwaffe y 1934 tanques y cañones de asalto, el Grupo de Ejércitos Sur de 1 570 287 hombres inició la ofensiva el 28 de junio, avanzó 48 kilómetros el primer día y fácilmente hizo a un lado a los 1 715 000 soldados del Ejército Rojo que se encontraban enfrente, y que esperaban una ofensiva alemana en Moscú incluso antes de que Blau comenzara. El colapso soviético en el sur permitió a los alemanes capturar la parte occidental de Vorónezh el 6 de julio y cruzar el río Don cerca de Stalingrado el 26 de julio. El avance del Grupo de Ejércitos B hacia Stalingrado se desaceleró a finales de julio y principios de agosto debido a los constantes contraataques de las reservas del Ejército Rojo recién desplegadas y las líneas de suministro alemanas sobrecargadas. Los alemanes derrotaron a los soviéticos en la batalla de Kalach y el combate se trasladó a la ciudad misma de Stalingrado (que se ubicaba a 72 km al oriente de Kalach del Don) a finales de agosto. Los continuos ataques aéreos de la Luftwaffe, el fuego de artillería y los combates calle a calle destruyeron por completo la ciudad e infligieron innumerables bajas a las fuerzas defensivas. Después de tres meses de intensos combates, los alemanes controlaban el 90 % de Stalingrado el 19 de noviembre.
Al sur, el Grupo de Ejércitos A capturó Rostov del Don el 23 de julio y comenzó a avanzar hacia el sur desde el Don hasta el Cáucaso, capturando los yacimientos petrolíferos de Maikop (ya destruidos previamente por los soviéticos) el 9 de agosto y Elistá el 13 de agosto cerca de la costa del Mar Caspio. La fuerte resistencia soviética y las largas distancias desde las fuentes de suministro del Eje redujeron su ofensiva a solo avances locales e impidieron que los alemanes completaran su objetivo estratégico: El de capturar el principal yacimiento petrolífero del Cáucaso en Bakú. Los bombarderos de la Luftwaffe destruyeron los yacimientos petrolíferos de Grozni, pero el alcance insuficiente de los cazas alemanes impidió que se consumaran los ataques a Bakú.
Los aliados estaban preocupados por la posibilidad de que las fuerzas alemanas continuaran avanzando hacia el sur y el este y se unieran a las fuerzas japonesas (que avanzaban en Birmania) en la India. Sin embargo, el Ejército Rojo derrotó a los alemanes en Stalingrado, luego de las operaciones Urano y Pequeño Saturno. Esta derrota obligó al Eje a retirarse del Cáucaso para evitar ser aislado por el Ejército Rojo, que ahora avanzaba desde Stalingrado hacia Rostov. Solo la región de Kubán permaneció durante algún tiempo ocupada por las tropas del Eje.

## Antecedentes
El 22 de junio de 1941, Alemania lanzó la operación Barbarroja con la intención de derrotar a la Unión Soviética en una Blitzkrieg que se esperaba que durara únicamente tres meses. La ofensiva del Eje había tenido un éxito inicial y el Ejército Rojo había sufrido varias derrotas importantes antes de detener a las unidades del Eje en las cercanías de Moscú (noviembre/diciembre de 1941). Aunque los alemanes habían capturado vastas áreas de tierra e importantes centros industriales, la Unión Soviética permaneció luchando en la guerra. En el invierno de 1941-1942, los soviéticos contraatacaron con una serie de exitosas contraofensivas, haciendo retroceder a los alemanaes de los alrededores de Moscú. A pesar de estos contratiempos, Hitler quería la destrucción total de la Unión Soviética, para lo cual requería los recursos petroleros del Cáucaso. En febrero de 1942, el Alto Mando del Ejército Alemán (Oberkommando der Wehrmacht, OKH) había comenzado a desarrollar planes para una campaña que continuara la fracasada ofensiva de Barbarroja, con el Cáucaso como objetivo principal. El 5 de abril de 1942, Hitler expuso los elementos del plan, conocido como «Caja Azul» (Fall Blau), en la Directiva del Führer N.º 41. La directiva describía los objetivos principales de la campaña de verano de 1942 en el Frente Oriental: Contener ataques contra El Grupo de Ejércitos Centro, la captura de Leningrado y el enlace con el Grupo de Ejércitos Norte, el cual, en esos momentos estaba ubicado en Finlandia y la captura de la región del Cáucaso por el Grupo de Ejércitos Sur. El enfoque principal, estaba encaminado a lograr la captura de la región del Cáucaso.

### Los campos petrolíferos
El Cáucaso, una región grande y culturalmente diversa atravesada por las montañas del mismo nombre, limita con el Mar Negro al oeste y el Mar Caspio al este. La región al norte de las montañas era un centro de producción de cereales, algodón y maquinaria agrícola pesada, mientras que sus dos yacimientos petrolíferos principales, en Maikop, cerca del Mar Negro, y Grozni, a mitad de camino entre el Mar Negro y el Mar Caspio, producían alrededor del 10 % de todo el petróleo soviético. Al sur de las montañas se encuentra Transcaucasia, que comprende Georgia, Azerbaiyán y Armenia. Esta área fuertemente industrializada y densamente poblada contenía algunos de los yacimientos petrolíferos más grandes del mundo. Bakú, la capital de Azerbaiyán, era una de las más ricas y producía el 80 % del petróleo de la Unión Soviética: alrededor de 24 millones de toneladas solo en 1942.

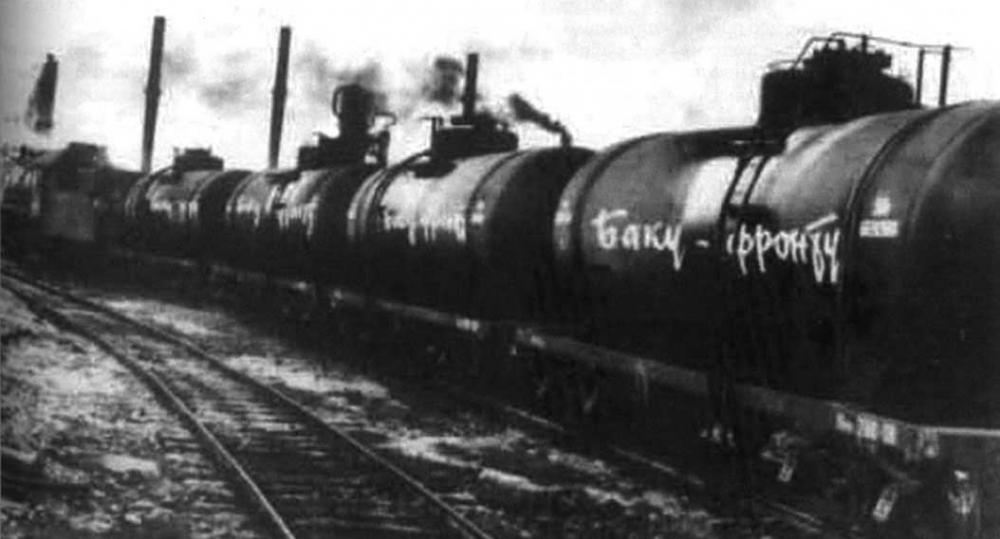
Unos vagones cargados con combustible en Bakú son transportados al frente

El Cáucaso también poseía abundante carbón y turba, así como metales no ferrosos y raros. Los depósitos de manganeso en Chiatura, en Transcaucasia, formaban la fuente individual más rica del mundo, con un rendimiento anual de 1,5 millones de toneladas de mineral de manganeso, la mitad de la producción total de la Unión Soviética. La región de Kubán del Cáucaso también producía grandes cantidades de trigo, maíz, semillas de girasol y remolacha azucarera, todos esenciales en la producción de alimentos.
Estos recursos eran de inmensa importancia para Hitler y el esfuerzo de guerra alemán. De los tres millones de toneladas de petróleo que Alemania consumía al año, el 85 % era importado, principalmente de Estados Unidos, Venezuela e Irán. Cuando estalló la guerra en septiembre de 1939, el bloqueo naval británico aisló a Alemania de los recursos de América y el Oriente Medio, dejando al país dependiente de países europeos ricos en petróleo como Rumania. Una indicación de la dependencia alemana de Rumania es evidente por su consumo de petróleo; en 1938, sólo un tercio de las 7 500 000 toneladas consumidas por Alemania procedían de las existencias nacionales. El petróleo siempre había sido el talón de Aquiles de Alemania y, a finales de 1941, Hitler casi había agotado las reservas del país, lo que lo dejó con solo dos fuentes importantes de petróleo, la propia producción sintética del país y los campos petrolíferos rumanos, con este último suministrando el 75 % de las importaciones de petróleo de Alemania en 1941. Consciente de la disminución de sus recursos petroleros y temeroso de los ataques aéreos enemigos contra Rumania (la principal fuente de petróleo crudo de Alemania), la estrategia de Hitler se vio impulsada cada vez más por la necesidad de proteger a Rumania y adquirir nuevos recursos esenciales, si quería continuar librando una guerra prolongada contra una lista cada vez más creciente de enemigos. A finales de 1941, los rumanos advirtieron a Hitler que sus existencias estaban agotadas y no podían cumplir con las demandas alemanas. Por estas razones, los yacimientos petrolíferos soviéticos fueron extremadamente importantes para la industria y las fuerzas armadas de Alemania a medida que la guerra se globalizaba, el poder de los Aliados crecía y comenzaba a haber escasez de recursos del Eje.

## Fuerzas en Combate

### Fuerzas del Eje
El plan alemán implicaba un ataque en tres fases:
- Blau I: El 4.º Ejército Panzer, comandado por Hermann Hoth (transferido del Grupo de Ejércitos Centro) y el 2.º Ejército, apoyado por el 2.º Ejército húngaro, atacarían desde Kursk a Vorónezh y continuarían el avance, protegiendo el flanco norte de la ofensiva hacia el Volga.
- Blau II: 6.º Ejército al mando de Friedrich Paulus, atacaría desde Járkov y se movería en paralelo con el 4.º Ejército Panzer, para llegar al Volga en Stalingrado (cuya captura en un principio no se consideraba necesaria).
- Blau III: El 1.er Ejército Panzer luego atacaría al sur hacia la parte baja del río Don, con el 17.º Ejército protegiendo su flanco oeste y el 4.º Ejército rumano en el flanco este.

Los objetivos estratégicos de la operación eran los yacimientos petrolíferos de Maikop, Grozni y Bakú. Al igual que en el caso de la operación Barbarroja, se esperaba que estos movimientos dieran como resultado una serie de grandes cercos de tropas soviéticas.
La ofensiva se llevaría a cabo a través de la estepa del sur de Rusia utilizando las siguientes unidades:

#### Sector norte (campaña del Volga)
El Grupo de Ejércitos A al mando del Generalfeldmarschall Maximilian von Weichs recibió la misión de ocupar la zona oriental Ucrania para posteriormente iniciar el asalto sobre el Volga y la ciudad de Stalingrado. Sus principales unidades eran las siguientes:
- 2.º Ejército, comandanteː general Hans von Salmuth.
  - LV Cuerpo de Ejército, comandanteː Rudolf Freiherr von Roman

- 4.º Ejército Panzer, comandanteː Generaloberst Hermann Hoth.
  - XXIV Cuerpo Panzer, comandanteː Willibald von Langermann und Erlencamp
  - XXXXVIII Cuerpo Panzer, comandanteː Werner Kempf
  - XIII Cuerpo de Ejército, comandanteː Erich Straube

- 6.º Ejército, comandanteː General der Panzertruppe Friedrich Paulus.
  - XXXX Cuerpo Panzer, comandanteː Georg Stumme
  - LI Cuerpo de Ejército, comandanteː Walther von Seydlitz-Kurzbach
  - VIII Cuerpo de Ejército, comandanteː General der Artillerie Walter Heitz
  - XVII Cuerpo de Ejército, comandanteː Karl-Adolf Hollidt
  - XXIX Cuerpo de Ejército, comandanteː Hans von Obstfelder

- 2.do Ejército húngaro, comandanteː coronel general Vitéz Gusztáv Jány
  - III Cuerpo, comandanteː Győrgy Rakovsky
  - VII Cuerpo de Ejército, comandanteː Ernst-Eberhard Hell (Wehrmacht)
  - IV Cuerpo, comandanteː Lajos Csatay
  - VII Cuerpo, comandanteː mayor general Ernő Gyimesi

- 4.º Ejército rumano, comandanteː teniente general Constantin Constantinescu-Claps (fue uno de los dos ejércitos rumanos fuertemente involucrados en la operación Urano).
- 8.º Ejército italiano, comandanteː general Italo Gariboldi (llegó entre el 11 y 15 de agosto)
  - II Cuerpo, comandanteː teniente general Giovanni Zanghieri
  - XXXV Cuerpo, comandanteː mayor general Giovanni Messe
  - Cuerpo Alpino, comandanteː teniente general Gabriele Nasci

- Luftflotte 4, comandanteː Generaloberst Alexander Löhr (hasta el 20 de julio); Generalfeldmarschall Wolfram von Richthofen (desde el 20 de julio)
  - VIII Cuerpo Aéreo
  - IV Cuerpo Aéreo

La fuerza aérea alemana en el este contaba con 2644 aviones el 20 de junio de 1942, lo que supone un incremento del 20 % sobre el mes anterior. Mientras que en 1941 la mayoría de las unidades lucharon en el frente central apoyando al Grupo de Ejércitos Centro, 1610 aviones (61 %) apoyaron al Grupo de Ejércitos Sur.

#### Sector sur (campaña del Cáucaso)
El Grupo de Ejércitos B al mando del Generalfeldmarschall Wilhelm List también tenía la misión de ocupar la zona oriental Ucrania para posteriormente avanzar por el Cáucaso en dirección a los campos petrolíferos de Bakú, sus principales unidades eran las siguientes:
- 1.er Ejército Pazer, comandanteː Generaloberst Eberhard von Mackensen
- 17.º Ejército, comandanteː Generaloberst Hans von Salmuth
- 3.er Ejército rumano, comandanteː General lieutenant Petre Dumitrescu (posteriormente fue asignado al Grupo de Ejércitos B, fue uno de los dos ejércitos rumanos fuertemente involucrados en la operación Urano).
- 11.º Ejército (Después de completar con éxito la batalla de la península de Kerch, el 11.° Ejército se dividió y solo una parte se asignó al Grupo de Ejércitos A.)

En total las fuerzas disponibles por la Wehrmacht  para esta ofensiva consistían en 68 divisiones alemanas (59 de infantería, 9 Panzer y 7 motorizadas), 22 divisiones de los aliados del Eje (8 húngaras, 7 rumanas, 6 italianas y 1 eslovaca). Todas estas divisiones estaban equipadas con 1327 carros de combate operativos (no se incluyen los tanques lígeros) 17 000 piezas de artillería y 1640 aviones de todos los tipos.

### Ejército Rojo
el Comando del Alto Mando Supremo (Stavka) no pudo discernir la dirección de la principal ofensiva estratégica alemana prevista para 1942, a pesar de que estaban en posesión de los planes alemanes. El 19 de junio, el jefe de operaciones de la 23.ª División Panzer, el mayor Joachim Reichel, fue derribado sobre territorio controlado por los soviéticos mientras volaba un avión de observación sobre el frente cerca de Járkov. Los soviéticos recuperaron los mapas y otros documentos de su avión que detallaban los planes alemanes exactos para Fall Blue. Los planos fueron entregados a la Stavka, en Moscú.
Iósif Stalin, sin embargo, creía que se trataba de una artimaña alemana, convencido de que el principal objetivo estratégico alemán para 1942 sería Moscú, en parte debido a la operación Kremlin (Fall Kreml), un plan de engaño alemán dirigido a hacer creer a los soviéticos que la próxima ofensiva sería contra la ciudad. Como resultado, la mayoría de las tropas del Ejército Rojo se desplegaron allí, aunque la dirección de la que vendría la ofensiva Fall Blau todavía estaba defendida por los frentes Briansk, Suroeste, Cáucaso Sur y Cáucaso Norte. Con alrededor de un millón de efectivos en la línea del frente y otros 1,7 millones en los ejércitos de reserva, sus fuerzas representaban alrededor de una cuarta parte de todas las tropas soviéticas. Tras el desastroso comienzo de la operación Fall Blue para los soviéticos, estos reorganizaron sus líneas de frente varias veces. En el transcurso de la campaña, los soviéticos también desplegaron el Frente de Vorónezh, el Frente del Don, el Frente de Stalingrado, el Frente Transcaucásico, Frente Sur y el Frente Ciscaucásico. aunque no todos existieron al mismo tiempo.
Con el avance alemán esperado en el norte, la Stavka planeó varias ofensivas locales en el sur para debilitar a los alemanes. la más importante de estas operaciones estaba dirigida contra la ciudad de Járkov y sería conducido principalmente por el Frente Suroeste al mando del mariscal Semión Timoshenko, apoyado por el Frente Sur comandado por Rodión Malinovski. La operación estaba programada para el 12 de mayo, justo antes de una ofensiva alemana planificada en el área. La subsiguiente segunda batalla de Járkov terminó en un desastre para los soviéticos, debilitando severamente sus fuerzas móviles. Al mismo tiempo, la limpieza del Eje de la Península de Kerch junto con la batalla de Sebastopol, que duró hasta julio, debilitó aún más a los soviéticos y permitió a los alemanes abastecer al Grupo de Ejércitos A a través de la península de Kerch a través del Kubán.
El orden de batalla del Ejército Rojo al comienzo de la campaña era el siguiente:

#### Sector norte (campaña del Volga)
Ejércitos desplegados de norte a sur:
Frente de Brianskː comandante, teniente general Filip Gólikov
- 48.º Ejército, comandanteː mayor general Grigori Jaliuzin.

Cuatro divisiones de fusileros (una de Guardias), dos brigadas de fusileros, dos brigadas de tanques, una división de caballería.
- 13.° Ejército, comandanteː mayor general Nikolái Pujov

Cinco divisiones de fusileros, una brigada de fusileros, una brigada de tanques.
- 5. ° Ejército de Tanques, comandanteː mayor general Alexander Liziukov (muerto en combate el 23 de julio)

Siete brigadas de tanques
- 3.er Ejército, comandanteː Pável P. Korzun (muerto en combate el 3 de mayo)

Seis divisiones de fusileros, dos brigadas de fusileros, dos brigadas de tanques.
- 40.° Ejército, comandanteː mayor general de artillería Mijaíl A. Parsegov.

Seis divisiones de fusileros, tres brigadas de fusileros, dos brigadas de tanques
- Fuerzas de reserva del frente

Dos divisiones de fusileros (una de Guardias), una brigada de fusileros, veinte brigadas de tanques (dos de Guardias), seis divisiones de caballería.
- 2.do Ejército aéreo, comandante mayor general Stepán Krasovski

Tres divisiones de caza, cuatro divisiones de ataque terrestre, dos divisiones de bombarderos, una división de bombarderos nocturnos
Frente Suroeste, comandante: mariscal de la Unión Soviética Semión Timoshenko, fue relevado por incompetencia militar el 22 de julio y su puesto lo ocupó el mayor general Vasili Gordov.
- Frente del Suroeste
comandantes:Semión K. TimoshenkoTimofei T. Jriukin28.º Ejército, comandanteː teniente general Dimitri Riábishev

Siete divisiones de fusileros (una Guardias), cinco brigadas de tanques (una Guardias)
- 38.° Ejército, comandanteː mayor general de artillería Kiril Moskalenko

Ocho divisiones de fusileros, siete brigadas de tanques, un batallón de tanques independiente
- 9.º Ejército, comandanteː mayor general Feofan Parjomenko.

Ocho divisiones de fusileros, una brigada de tanques, tres divisiones de caballería
- 21.° Ejército, comandanteː mayor general Alekséi Danilov

Cinco divisiones de fusileros, una división de fusileros motorizados de la NKVD, tres brigadas de tanques
- Fuerzas de reserva del frente

Ocho brigadas de tanques, dos batallones de tanques independientes, tres divisiones de caballería
- Fuerzas de reserva del frente

un cuerpo de tanques, un cuerpo de caballería.
- 8.º Ejército aéreo, comandante mayor general Timofei Jriukin

Cinco divisiones de caza, dos divisiones de ataque terrestre, dos divisiones de bombarderos, dos divisiones de bombarderos nocturnos

#### Sector Sur (campaña del Cáucaso)
Frente Sur, comandante teniente general Rodión Malinovski (desactivado el 28 de julio).
- 37.º Ejército, comandante mayor general Petr Kozlov
- 12.º Ejército (el 20 de septiembre fue disuelto y sus fuerzas integradas en el 58.º Ejército).[27]
- 18.º Ejército, comandanteː teniente general Fiódor Kamkov
- 56.º Ejército, comandante mayor general Aleksandr Ryzhov.
- 24.º Ejército (el 28 de agosto fue disuelto).[27]
- 4.º Ejército aéreo

Frente Ciscaucásico, comandante mariscal de la Unión Soviética Semión Budionni (fue disuelto el 1 de septiembre y sus unidades asignadas al Frente Transcaucásico).
- 47.º Ejército, comandante; mayor general Grigori Kotov
- 51.º Ejército, comandante mayor general Nikolái Trufánov (fue posteriormente asignado al Frente de Stalingrado)
- Fuerzas de reserva del frente

Un cuerpo de caballería, un cuerpo de fusileros
- 5.º Ejército aéreo

Frente Transcaucásico, comandante general del ejército Iván Tiulenev.
- 44.º Ejército, comandante Iván Petrov
- 46.º Ejército, comandanteː mayor general Vasili Sergatskov

Nota: los 44.º, 47.º y 51.º ejércitos fueron destruidos en mayo de 1942 durante la batalla de la península de Kerch, pero fueron reformados en junio.

## Desarrollo de las operaciones

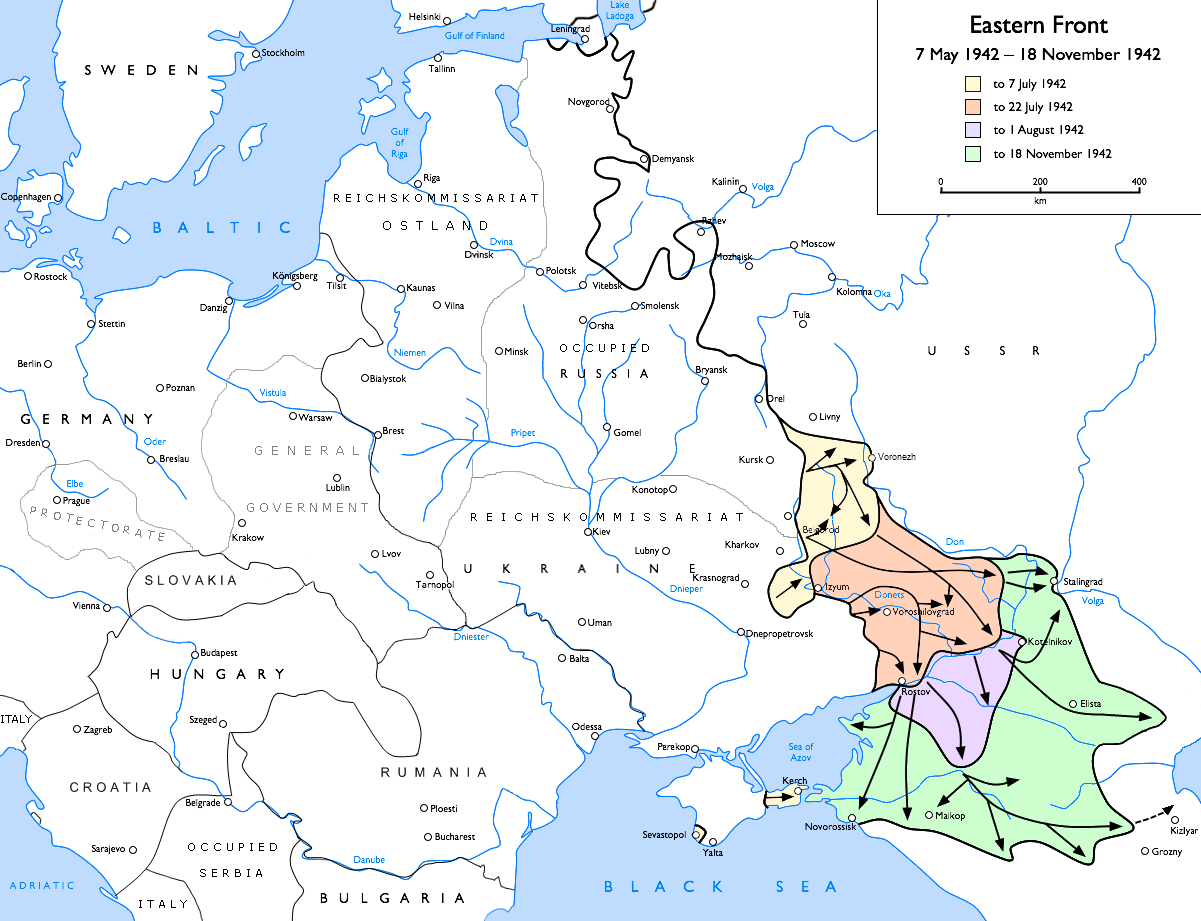
Avance alemán del 7 de mayo al 18 de noviembre de 1942.
hasta el 7 de julio
hasta el 22 de julio
hasta el 1 de agosto
hasta el 18 de noviembre

### Fase inicial
La ofensiva alemana comenzó el 28 de junio de 1942, con el 4.º Ejército Panzer iniciando su avance hacia Vorónezh. Debido a una caótica retirada soviética, los alemanes pudieron avanzar rápidamente, restaurando la confianza de la Wehrmacht en la próxima gran ofensiva.
El apoyo aéreo cercano proporcionado por la Luftwaffe también desempeñó un papel muy importante en este éxito inicial. Contuvo a la Fuerza Aérea Soviética, mediante operaciones de superioridad aérea, y proporcionó interdicción a través de ataques a aeródromos y líneas de defensa soviéticas. A veces, el brazo aéreo alemán actuó como una punta de lanza en lugar de una fuerza de apoyo, avanzando por delante de los tanques y la infantería para interrumpir y destruir las posiciones defensivas. Hasta 100 aviones alemanes se concentraron en una sola división soviética en el camino de la punta de lanza durante esta fase. El mayor general Mijaíl Kazakov, jefe de Estado Mayor del Frente de Briansk, destacó la fuerza y la eficacia de la aviación del Eje. En 26 días, los soviéticos perdieron 783 aviones del 2.°, 4.°, 5.° y 8.° ejércitos aéreos, en comparación con un total alemán de apenas 175.
El 5 de julio, elementos avanzados del 4.º Ejército Panzer habían llegado al río Don cerca de Vorónezh y se vieron envueltos en una sangrienta batalla para capturar la ciudad. Stalin y el alto mando soviético todavía esperaban el avance principal alemán en el norte contra Moscú, y creían que los alemanes girarían hacia el norte después de capturar Vorónezh para así amenazar la capital desde el sur. Como resultado, los soviéticos enviaron refuerzos a la ciudad para mantenerla a toda costa y contraatacaron el flanco norte de los alemanes en un esfuerzo por cortar las puntas de lanza alemanas. El 5.º Ejército de Tanques, comandado por el mayor general Alexander Liziukov logró algunos éxitos menores cuando comenzó su ataque el 6 de julio, pero se vio obligado a regresar a sus posiciones iniciales el 15 de julio, perdiendo aproximadamente la mitad de sus tanques en el proceso. Aunque la batalla fue un éxito, Hitler y Fedor von Bock, comandante del Grupo de Ejércitos Sur, discutieron sobre los próximos pasos de la operación. El acalorado debate y los continuos contraataques soviéticos, que mantuvieron ocupado al 4.º Ejército Panzer hasta el 13 de julio, hicieron que Hitler perdiera los estribos y despidiera a Bock el 17 de julio. En su lugar fue nombrado el general Maximilian von Weichs, para aquel entonces comandante del 2.º Ejército. Como parte de la segunda fase de la operación, el 9 de julio, el Grupo de Ejércitos Sur se dividió en el Grupo de Ejércitos A y el Grupo de Ejércitos B, al mando de Wilhelm List y de Maximillian von Weichs, respectivamente.

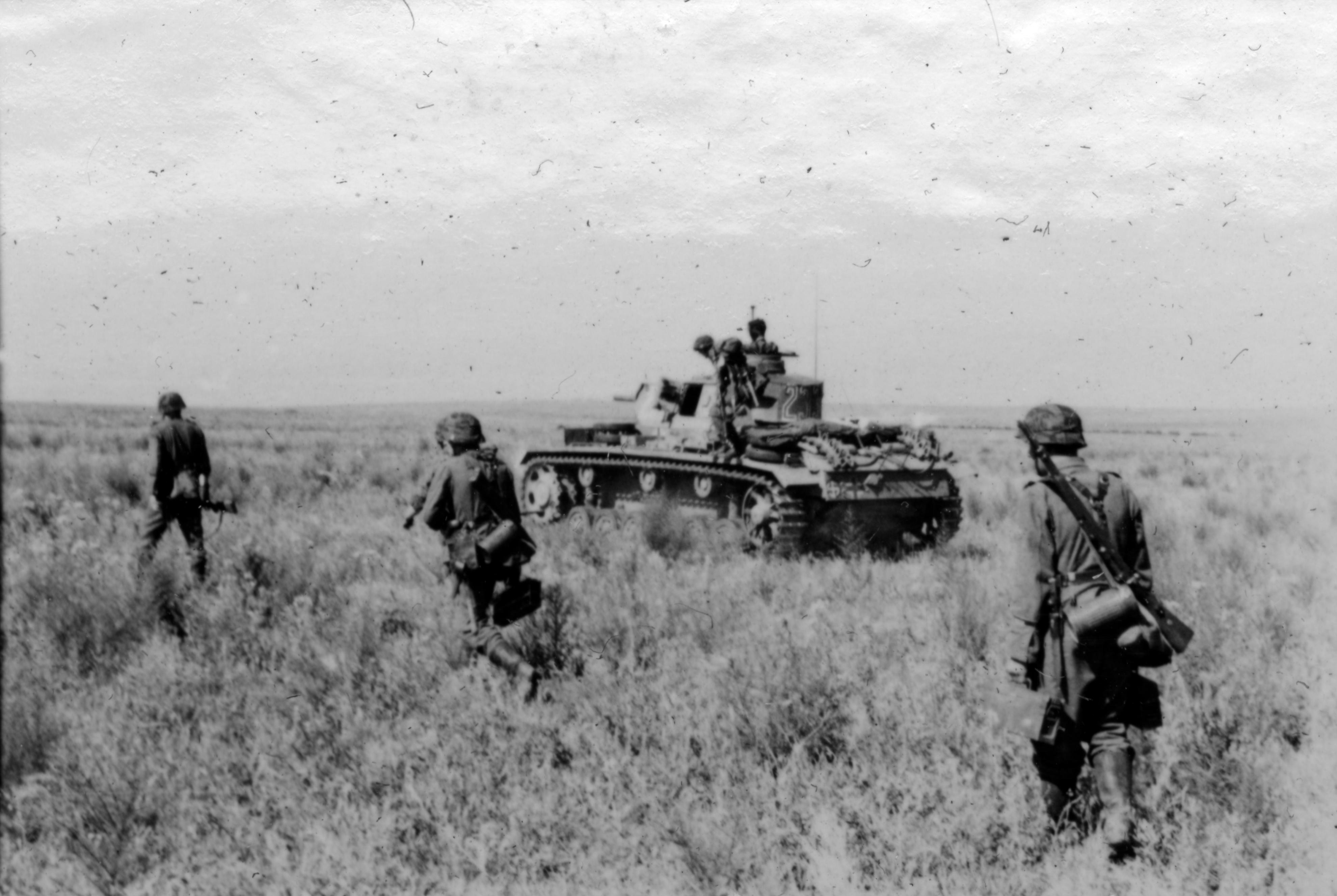
Avance de la infantería y blindados de las Waffen-SS en el verano de 1942

Solo dos semanas después del inicio de la operación, el 11 de julio, los alemanes comenzaron a sufrir dificultades logísticas, lo que frenó el avance. El 6.º Ejército alemán se retrasó continuamente por la escasez de combustible. Ocho días después, el 20 de julio, la escasez de combustible seguía socavando las operaciones, dejando a muchas unidades incapaces de ejecutar sus órdenes. La 23.ª División Panzer y la 24.ª División Panzer quedaron varadas durante la fase inicial. Una vez más, como lo había hecho durante la campaña de Noruega en abril de 1940 y en la operación Barbarroja en 1941, los aviones de transporte Junkers Ju 52 de la Luftwaffe transportaron suministros para mantener al ejército en marcha. La situación siguió siendo difícil con las tropas alemanas obligadas a recuperar combustible de vehículos dañados o abandonados y, en algunos casos, dejar atrás tanques y vehículos con un alto consumo de combustible para continuar su avance. Esto socavó la fuerza de las unidades, que se vieron obligadas a dejar atrás los vehículos de combate. Sin embargo, la Luftwaffe transportaba 200 toneladas de combustible por día para mantener abastecido al ejército. A pesar de esta impresionante actuación para mantener la movilidad del ejército, Löhr fue reemplazado por Richthofen, más impetuoso y de mentalidad más ofensiva.

### División del Grupo de Ejércitos Sur
Creyendo que la principal amenaza soviética había sido eliminada, con una escasez desesperada de petróleo y con la necesidad de cumplir con todos los ambiciosos objetivos de la operación Fall Blau, Hitler hizo una serie de cambios al plan original mediante la Directiva del Führer N.º 45, emitida el 23 de julio de 1942:
- Reorganizó el Grupo de Ejércitos Sur en dos grupos de ejércitos más pequeños, A y B;
- Ordenó al Grupo de Ejércitos A que avanzara hacia el Cáucaso y capturara los campos petroleros (operación Edelweiss);
- Ordenó al Grupo de Ejércitos B que atacara en dirección al Volga y Stalingrado (operación Fischreiher).

Las nuevas órdenes establecían que el Grupo de Ejércitos B debía. «mediante un avance sobre Stalingrado, aplastar a las fuerzas enemigas concentradas allí, ocupar la ciudad y bloquear las comunicaciones terrestres entre el Don y el Volga, además de las del propio Don.» Para cumplir con estos ambiciosos objetivos, Hitler transfirió el XXIV Cuerpo Panzer de 4.º Ejército Panzer al 6.º Ejército y le proporcionó una mayor prioridad en el apoyo aéreo.
Por su parte el Grupo de Ejércitos A de List, debía cubrir 290 kilómetros desde Rostov del Don a Maikop, el primer objetivo establecido por las órdenes del Alto Mando alemán. Para conseguirlo debía utilizar su 17.º Ejército y el 3.er Ejército rumano para proteger su flanco izquierdo contra las tropas soviéticas del Frente Ciscaucásico de Semión Budionni, mientras el 1.er Ejército Panzer avanzaba directamente hacia los campos petrolíferos de Maikop, Grozni y, en última instancia, Bakú.

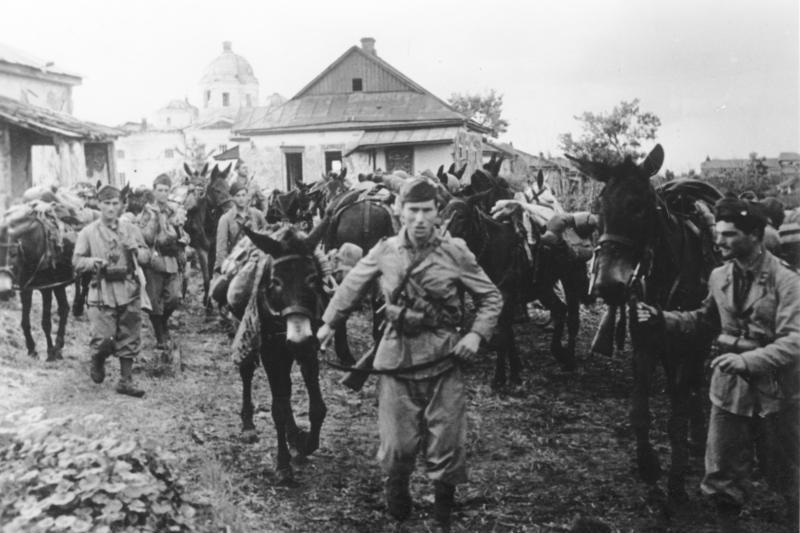
Soldados italianos en el frente ruso. Foto de propaganda de guerra en julio de 1942

La nueva directiva creó enormes dificultades logísticas, y Hitler esperaba que ambos grupos de ejércitos avanzaran juntos aunque por diferentes rutas. Las líneas logísticas ya estaban en el punto de ruptura por la escasez de municiones y combustible y sería imposible avanzar utilizando las tasas de suministro conservadoras que exigía. La división de los dos grupos de ejércitos también abría una brecha peligrosa entre los dos ejércitos según estos avanzaran cada vez más en las estepas de Cáucaso, dicha brecha podría ser aprovechada por los soviéticos. El Cuerpo Alpino italiano, del Ejército Italiano en la Unión Soviética, no llegó a las Montañas del Cáucaso con el Grupo de Ejércitos A, sino que permaneció con el 6.º Ejército. Se esperaba que el Grupo de Ejércitos A operara en terrenos montañosos con solo tres divisiones de montaña y dos divisiones de infantería inadecuadas para la tarea.
La división del Grupo de Ejércitos Sur permitió el inicio de la operación Edelweiss y la operación Fischreiher, los dos ejes principales de avance de los nuevos grupos de ejércitos. Ambos grupos tenían que lograr sus objetivos simultáneamente, en lugar de consecutivamente. El éxito del avance inicial fue tal que Hitler ordenó al 4.º Ejército Panzer que avanzaba hacia el sur que ayudara al 1.º Ejército Panzer a cruzar la parte baja del río Don. Este desvío de sus objetivos no era realmente necesario y Kleist se quejó más tarde de que el 4.º Ejército Panzer obstruía las carreteras y que si hubieran seguido hacia la ciudad Stalingrado, podrían haberla tomado en julio. Cuando volvió a girar hacia el norte, dos semanas más tarde, los soviéticos habían reunido suficientes fuerzas para detener su avance.

### Avance del Grupo de Ejércitos A hacia el Cáucaso

#### Irrumpiendo en el Cáucaso

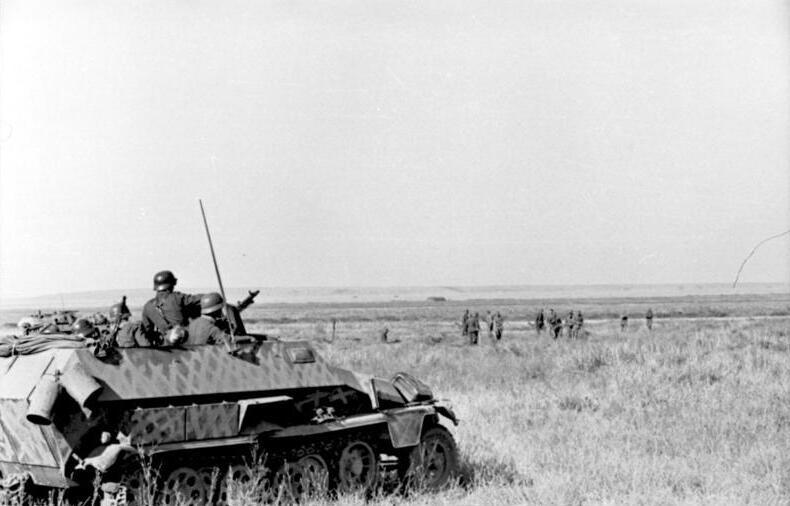
Tropas alemanas en un semioruga blindado Sd.Kfz. 251 en la estepa rusa en agosto de 1942

El 23 de julio con el apoyo aéreo de los Ju 87 del Sturzkampfgeschwader 77, el Grupo de Ejércitos A de List pudo recuperar Rostov, la «puerta al Cáucaso», con relativa facilidad. La Luftwaffe tenía superioridad aérea en la fase inicial de la operación, lo que fue de gran ayuda para las fuerzas terrestres. Con el cruce del Don asegurado y el avance del 6.º Ejército en el frente del Volga, Hitler transfirió el 4.º Ejército Panzer al Grupo de Ejércitos B y lo envió de regreso al Volga. Este nuevo despliegue consumió enormes cantidades de combustible para trasladar el ejército por aire y carretera.
El 25 de julio, después de cruzar el Don, el Grupo de Ejércitos A se desplegó en un frente de más de 200 kilómetros desde el Mar de Azov hasta Zymlianskaya (actualmente Zymlyansk). El 17.º Ejército alemán, junto con elementos del 11.º Ejército y el 3.er Ejército rumano, maniobraron hacia el oeste en dirección a la costa este del Mar Negro, mientras que el 1.er Ejército Panzer atacaba hacia el sureste. El 17.º Ejército avanzó lentamente pero el 1.º Ejército Panzer tenía libertad de acción. El 29 de julio, los alemanes cortaron el último enlace por ferrocarril directo entre la Rusia central y el Cáucaso, lo que provocó un pánico considerable en Stalin y la Stavka, lo que llevó a la aprobación de la Orden N.º 227 comúnmente conocida como «¡Ni un paso atrás!». Salsk fue capturada el 31 de julio y Stávropol el 5 de agosto. Aunque el grupo de ejércitos hizo un avance rápido, el 3 de agosto su vanguardia estaba compuesta solo por fuerzas móviles ligeras y la mayoría de los tanques se habían quedado atrás debido a la falta de combustible y problemas en el suministro, a pesar de los esfuerzos del IV Cuerpo Aéreo, que transportó suministros por todo el país a contrarreloj.
El 9 de agosto, el 1.er Ejército Panzer llegó a Maikop en las estribaciones de las montañas del Cáucaso, después de avanzar más de 480 kilómetros en menos de dos semanas. Los campos petrolíferos más occidentales cerca de Maikop fueron ocupados en una operación de comando del 8 al 9 de agosto, pero el Ejército Rojo había destruido los campos petrolíferos lo suficiente como para que los alemanes necesitaran aproximadamente un año en repararlos. Poco después tomaron Piatigorsk. El 12 de agosto, capturaron Krasnodar y las tropas de montaña alemanas izaron la bandera nazi en la montaña más alta del Cáucaso, el monte Elbrús.

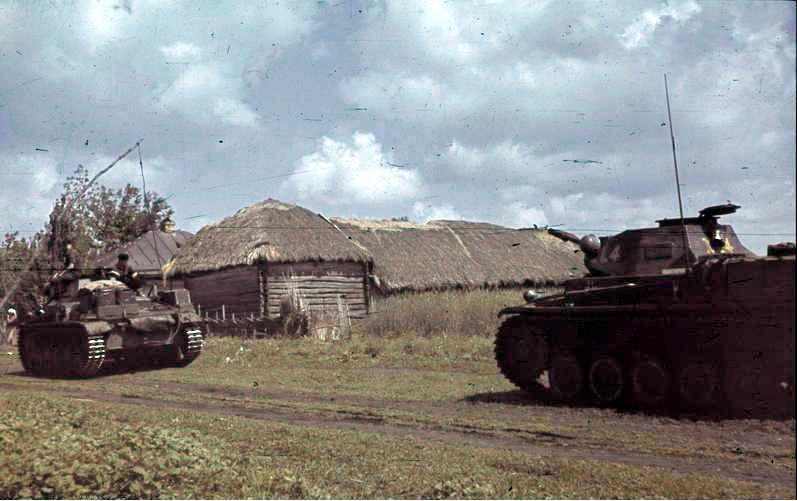
Panzer II alemanes en una aldea de la estepa de Kalmukia

La rapidez del avance alemán creó serias dificultades de suministro, particularmente de gasolina; el Mar Negro se consideró demasiado peligroso y el combustible se tuvo que traer por ferrocarril a través de Rostov o se entregaba por aire, pero las divisiones panzer a veces estaban paralizadas durante semanas. Incluso los camiones que trasportaban la gasolina se quedaban sin combustible y hubo que utilizar camellos para su transporte. Dado que los soviéticos a menudo se retiraban en lugar de luchar, la cantidad de prisioneros no cumplió con las expectativas y solo se tomaron 83.000. Cuando Hitler y el OKH comenzaron a concentrarse en Stalingrado, algunas de las fuerzas móviles de Kleist fueron desviadas hacia el Volga. Kleist perdió su cuerpo antiaéreo y la mayor parte de la Luftwaffe que apoyaba el frente sur, y solo quedaron algunos aviones de reconocimiento. La Fuerza Aérea Soviética (Voyenno-Vozdushnye Sily; VVS) trajo alrededor de 800 bombarderos, un tercio de los cuales estaban operativos. Con la transferencia de unidades de cobertura aérea y antiaéreas, los bombarderos soviéticos quedaron libres para hostigar el avance alemán. La intensidad de la resistencia soviética aumentó, y muchas de las fuerzas utilizadas procedían de las levas locales, que Kleist pensó que estaban dispuestas a luchar más duro por su patria. Las unidades alemanas se vieron especialmente empantanadas por la lucha contra las tropas alpinas y de montaña georgianas, que contribuyeron en gran medida a detener su avance. La cantidad de reemplazos y suministros comprometidos por los soviéticos aumentó y, ante estas dificultades, el avance del Eje se ralentizó a partir del 28 de agosto.

#### Batalla por los campos petrolíferos

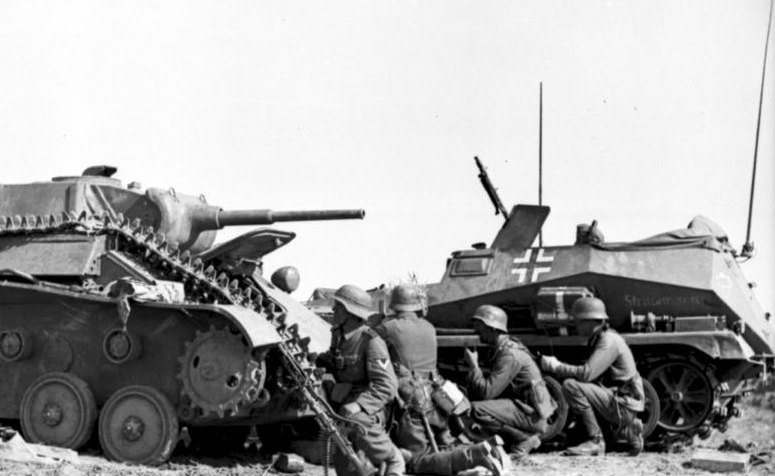
Tropas alemanas se refugian detrás de un destruido tanque ligero T-70 y al lado de un semioruga SdKfz 250 en el verano de 1942

En el sureste, la Wehrmacht se dirigió en dirección a Grozni y Bakú, los otros importantes centros petrolíferos. Según avanzaba la ofensiva cada vez más instalaciones y centros industriales iban cayeron en manos alemanas, muchos intactos o solo levemente dañados durante la retirada rusa. De agosto a septiembre, capturaron la península de Tamán y una parte de la base naval de Novorosíisk. Después continuaron avanzando hacia Tuapsé en la costa del Mar Negro y en el este hacia Elistá, que fue tomada el 13 de agosto. En el sur, el avance alemán se detuvo al norte de Grozni, tras tomar Mozdok el 25 de agosto. Los paracaidistas alemanes apoyaron un levantamiento armado en Chechenia, operando detrás de las líneas soviéticas. Las tropas de montaña alemanas no lograron asegurar los puertos del Mar Negro y el avance se detuvó poco antes de alcanzar Grozni cuando surgieron una vez más dificultades logísticas. Los soviéticos pentraron a través de las líneas defensivas de los 9.º y 44.º ejércitos del Frente Ciscaucásico a lo largo de la orilla rocosa del río Térek frente al norte de la ciudad. La Luftwaffe no pudo apoyar al ejército alemán tan lejos y la aviación soviética atacó puentes y rutas de suministro prácticamente sin oposición. Los alemanes cruzaron el río el 2 de septiembre pero avanzaron lentamente. A principios de septiembre, Hitler tuvo una gran discusión con el Alto Mando y en concreto con List, ya que percibía que el avance de las fuerzas alemanas era demasiado lento. Por lo que Hitler lo destituyó el 9 de septiembre y asumió el mando directo del Grupo de Ejércitos A.
Del 1 al 2 de septiembre, barcos del Eje transportaron 30 605 hombres, 13 254 caballos y 6265 vehículos de motor a través del Mar Negro desde Rumania. Con los refuerzos, los alemanes capturaron la mayoría de las bases navales del Mar Negro, pero fueron retenidos en Novorossíisk, donde el 47.º ejército soviético se había preparado para un largo asedio. El puerto cayó el 10 de septiembre, después de una sangrienta batalla de cuatro días, esta resultaría a la postre la última victoria alemana en el Cáucaso. Dejó las alturas al sur del puerto y varias carreteras costeras en manos del 47.º Ejército soviético. Los intentos de salir de Novorossíisk y continuar el avance fueron costosos fracasos y el Eje tampoco logró romper las defensas soviéticas en la llanura costera desde Novorossíisk hasta Tuapsé. Las pérdidas del ejército rumano fueron particularmente altas y la 3.ª División de Montaña rumana casi fue aniquilada por un contraataque soviético del 25 al 26 de septiembre.

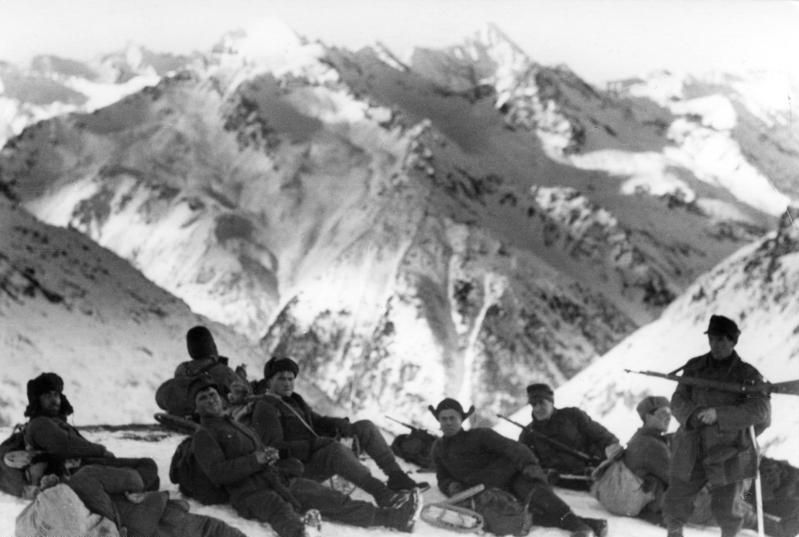
Tropas de montaña alemanas (Gebirgsjäger) en el Cáucaso

Más al este, el Eje consiguió un mayor éxito y el 1 de septiembre, tomaron Juljuta (Хулхута́), a medio camino entre Elistá y Astracán. Durante agosto y septiembre, las patrullas alemanas atacaron el ferrocarril alrededor de Kizliar, al noreste de Grozni, marcando el mayor avance de las fuerzas alemanas hacia el Mar Caspio. En el sur, el avance del 1.er Ejército Panzer sobre Grozni fue detenido por el Ejército Rojo y el 14.º Ejército Aéreo. A finales de septiembre, los problemas en el suministro y la cada vez más resuelta resistencia del Ejército Rojo frenaron el avance del Eje.
El 2 de noviembre de 1942, las tropas de montaña rumanas (Vânători de munte) bajo el mando del brigadier general Ioan Dumitrache tomaron Nálchik, la capital de Kabardia-Balkaria, lo que también constituye el punto más lejano del avance del Eje hacia el Cáucaso. Esta victoria le valió al general rumano la Cruz de Caballero de la Cruz de Hierro. Se capturaron hasta 10.000 prisioneros en dos días, antes de que el avance hacia Grozni se detuviera nuevamente al oeste de la ciudad en Vladikavkaz. El 5 de noviembre, se tomó Alaguir y la línea Alaguir-Beslán-Malgobek se convirtió en el punto más lejano del avance alemán en el sur. En ese momento, la brecha entre los grupos de ejércitos A y B los había dejado vulnerables a una contraofensiva. Solo la 16.ª División de Infantería Motorizada alemana permanecía dentro de la brecha, protegiendo el flanco izquierdo del 1.º Ejército Panzer asegurando el camino hacia Astracán.

#### Ofensiva de la Luftwaffe contra los campos petrolíferos

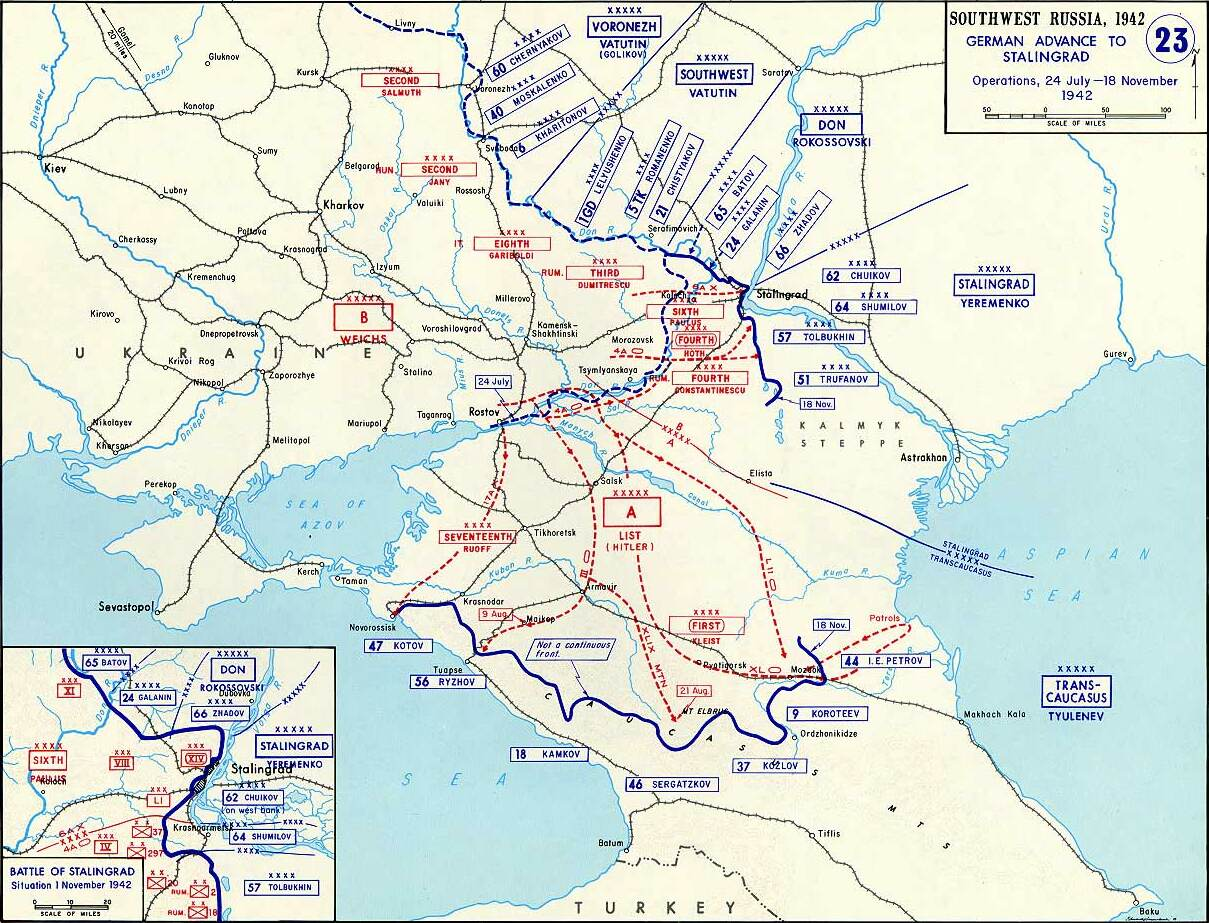
Máximo avance alemán el 18 de noviembre de 1942.

En la primera semana de octubre de 1942, Hitler reconoció que la captura de los campos petrolíferos del Cáucaso era poco probable antes de que el invierno obligara a los alemanes a tomar posiciones defensivas. Incapaz de capturarlos, estaba decidido a negárselos al enemigo y ordenó al Oberkommando der Luftwaffe (OKL) que infligiera el mayor daño posible.
El 8 de octubre, Hitler ordenó que la ofensiva aérea se llevara a cabo a más tardar el 14 de octubre, ya que necesitaba los efectivos aéreos para un gran esfuerzo en Stalingrado. Como resultado, el 10 de octubre de 1942, se ordenó al Fliegerkorps 4 de Luftflotte 4 (IV Cuerpo Aéreo de la Cuarta Flota Aérea) que enviara todos los bombarderos disponibles contra los campos petrolíferos de Grozni. La 4.º Flota Aérea estaba en mal estado en ese momento: Richthofen había comenzado la operación Fall Blau con 323 bombarderos operativos de un total de 480. Ahora apenas tenía 232, de los cuales solo 129 estaban listos para el combate. Sin embargo, su fuerza aún podía dar poderosos golpes. Los ataques a las refinerías le recordaron a Richthofen los ataques a Sebastopol varios meses antes. Espeso humo negro se elevó de las refinerías a una altitud de 5500 metros. El 12 de octubre, nuevos ataques causaron aún más destrucción. Había sido un error estratégico no haber hecho mayores esfuerzos para atacar antes las refinerías de petróleo de Grozni y Bakú, ya que su destrucción habría sido un golpe mucho más importante para los soviéticos que la pérdida de Stalingrado, donde estaba desplegada la mayor parte de la flota aérea. El 19 de noviembre, la contraofensiva soviética en Stalingrado obligó a Richthofen a retirar una vez más sus unidades al norte del Volga y poner fin a la ofensiva aérea.
Los bombarderos provocaron importantes daños en Grozni, pero el resto de los yacimientos petrolíferos estaban fuera del alcance logístico del ejército alemán, así como de los aviones de combate de la Luftwaffe. Grozni estaba dentro del alcance de los bombarderos alemanes del 4.º Cuerpo Aéreo, con base cerca del río Térek. Pero Grozni y los campos petroleros capturados en Maikop producían únicamente el 10 % del petróleo soviético. Los principales campos de Bakú estaban fuera del alcance de los cazas alemanes. Los bombarderos alemanes podrían haberlos alcanzado, pero eso significaba volar sin protección por la ruta más directa y, por lo tanto, más predecible. En agosto pudo haber sido posible llevar a cabo estas operaciones debido a la debilidad del poder aéreo soviético en la región, pero en octubre se había fortalecido considerablemente.

### Avance del Grupo de Ejércitos B hacia el Volga

#### El cruce del Don

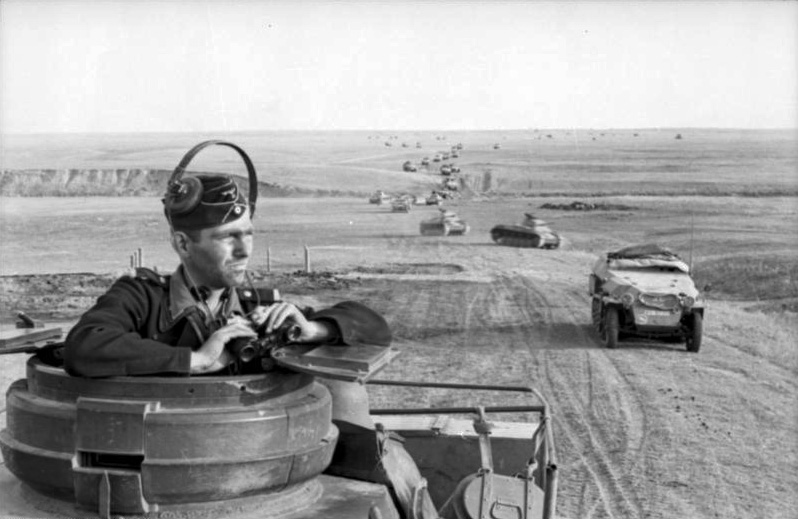
Tropas del Panzerwaffe durante su avance hacia Stalingrado, en el verano de 1942.

El 23 de julio, el cuerpo principal del Grupo de Ejércitos B inició su avance hacia el Don. Los alemanes se encontraron con una cada vez más decidida resistencia soviética del nuevo Frente de Stalingrado, formado por los ejércitos soviéticos 62.º y 64.º. El 26 de julio, el XIV Cuerpo Panzer se abrió paso a través de las líneas defensivas enemigas y llegó al Don, donde los nuevos 1.er y 4.º ejércitos de tanques llevaron a cabo varios contraataques que resultaron inútiles debido a la inexperiencias de los soldados y oficiales. En el sur, el 4.º Ejército Panzer avanzó a un mejor ritmo contra el 51.º Ejército. Después de cruzar el Don, los alemanes avanzaron sobre Kotelnikovo y llegaron a la ciudad el 2 de agosto. La resistencia soviética convenció a Paulus de que el 6.º Ejército no era lo suficientemente fuerte como para cruzar el Don por sí solo, por lo que esperó a que el 4.º Ejército Panzer se abriera camino hacia el norte. El 4 de agosto, los alemanes todavía estaban a 97 kilómetros de Stalingrado.
El 10 de agosto, el Ejército Rojo había sido expulsado de la mayor parte de la orilla occidental del Don, pero la resistencia soviética continuaba en algunas áreas, lo que retrasó aún más el avance del Grupo de Ejércitos B. El camino de la Wehrmacht hacia Stalingrado también se vio obstaculizado por la escasez de suministros causada por el mal estado de las carreteras soviéticas. La Luftwaffe envió una fuerza ad hoc de 300 aviones de transporte Ju 52, lo que permitió el avance de los alemanes; algunos bombarderos fueron desviados de las operaciones ofensivas para vuelos de suministro bajo la recién creada «Región de Transporte de Stalingrado». La defensa soviética en el Don obligó a los alemanes a enviar más y más tropas a un frente cada vez más vulnerable, dejando pocas reservas para respaldar a las divisiones del Eje en ambos flancos. Los soviéticos realizaron varios contraataques en el flanco norte del Grupo de Ejércitos B, entre Stalingrado y Vorónezh. Del 20 al 28 de agosto, los 63.° y 21.° ejércitos contraatacaron cerca de Serafimóvich, lo que obligó al 8.º Ejército italiano a retroceder. El 1.er Ejército de Guardias atacó cerca de Novo-Grigoryevskaja, extendiendo su cabeza de puente. Estas y varias otras cabezas de puente a través del Don, a las que se oponían el 8.º Ejército italiano y el 2.º Ejército húngaro, eran un peligro constante.

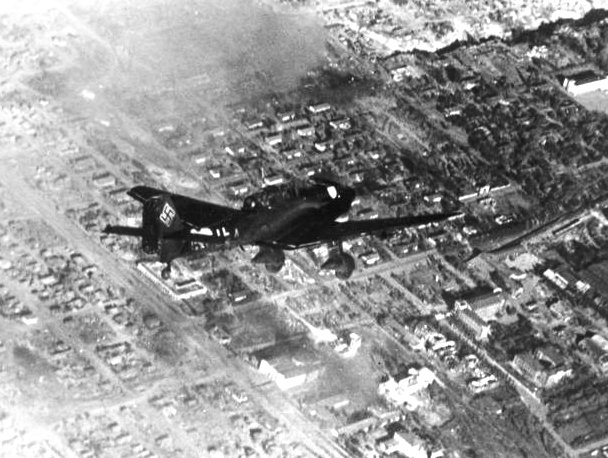
Un Ju 87 Stuka bombardea Stalingrado

El 23 de agosto, el 6.º Ejército cruzó el Don y el Grupo de Ejércitos B estableció una línea defensiva en una de sus curvas. El 6.º Ejército llegó a los suburbios del norte de Stalingrado más tarde ese mismo día, comenzando la batalla de Stalingrado. Los ejércitos húngaro, italiano y rumano estaban a 60 kilómetros de Stalingrado, que estaba dentro del alcance de las bases aéreas avanzadas. La Luftflotte 4 atacó la ciudad, reduciendola en su mayor parte a escombros, especialmente los barrios obreros. Los soviéticos informaron que las bajas civiles del 23 al 26 de agosto fueron 955 muertos y 1181 heridos (un total preliminar; los informes posteriores de decenas de miles de bajas probablemente fueron exageraciones).
El 6.º Ejército avanzó desde el norte a través de Kalach del Don y el 4.º Ejército Panzer llegó desde el sur a través de Kotelnikovo. En los primeros días, el XIV Cuerpo Panzer abrió un corredor entre el cuerpo principal del 6.º Ejército y los suburbios del norte de Stalingrado en el Volga. En el sur, la resistencia soviética rechazó al 4.º Ejército Panzer. El 29 de agosto se hizo otro intento con Hoth dirigiendo sus fuerzas hacia el oeste directamente a través del centro del 64.º Ejército. El ataque tuvo un éxito inesperado y el 4.º Ejército Panzer avanzó creando una brechas entre los 62.º y 64.º ejércitos con la posibilidad de rodear y aislar al 62.º Ejército. Maximilian von Weichs ordenó al 6.º Ejército que completara el cerco; un contraataque soviético detuvo el avance durante tres días y los soviéticos escaparon y se retiraron hacia Stalingrado. El rápido avance alemán provocó una caída en la moral de las tropas soviéticas, que se retiraron en medio del caos, abandonando las defensas exteriores de la ciudad. Después de derrotar los últimos contraataques soviéticos, el 6.º Ejército reanudó su ofensiva el 2 de septiembre y se unió al 4.º Ejército Panzer al día siguiente. El 12 de septiembre, los alemanes entraron en Stalingrado.

#### Batalla de Stalingrado

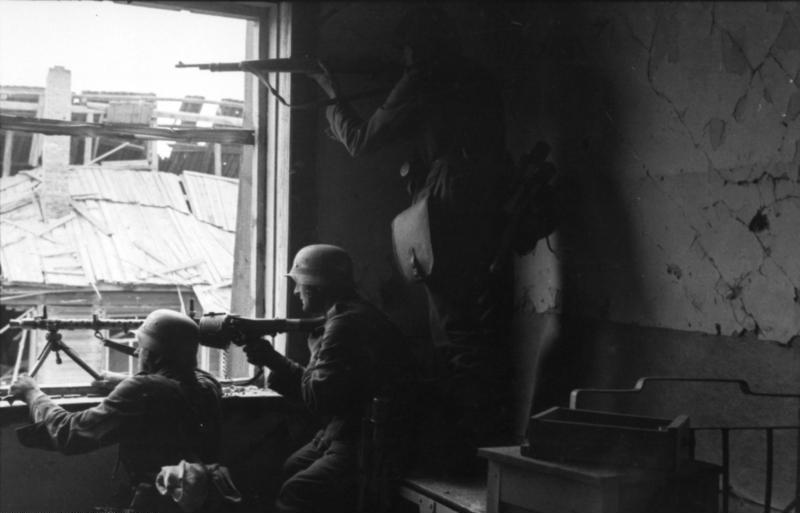
Combates callejeros en la destruida ciudad

El avance hacia Stalingrado contra el 62.º Ejército fue llevado a cabo principalmente por el 6.º Ejército, mientras que el 4.º Ejército Panzer se encargaba de asegurar el flanco sur. La ciudad se extendía a lo largo de 24 kilómetros de la orilla occidental del Volga, lo que obligó a los alemanes a realizar un asalto frontal, las ruinas de la ciudad dieron ventaja decisiva a los defensores. Para contrarrestar la superioridad aérea de la Luftwaffe, el comandante del 62.º Ejército, el general Vasili Chuikov, ordenó a sus tropas «abrazar» al enemigo, negando la movilidad táctica alemana. La Luftwaffe suprimió la artillería soviética en la orilla este del Volga y causó muchas bajas durante los intentos soviéticos de reforzar a los defensores en la orilla oeste. Desde mediados de septiembre hasta principios de noviembre, los alemanes realizaron tres grandes ataques contra la ciudad y avanzaron casa por casa en una sangrienta lucha que fue extremadamente costosa para ambos contendientes. A mediados de noviembre, los soviéticos estaban encerrados en cuatro pequeñas cabezas de puente poco profundas, con la línea del frente a solo 180 metros del río. A principios de noviembre, viendo la batalla prácticamente ganada, un número considerable de aviones de la Luftwaffe se retiraron al Mediterráneo para apoyar las operaciones del Eje en Túnez. Para entonces el 6.º Ejército había capturado alrededor del 90 % de la ciudad.
El 19 de noviembre, los soviéticos lanzaron la operación Urano, una contraofensiva en dos frentes contra los flancos del 6.º Ejército. Con la batalla por la ciudad y el agotamiento del 4.º Ejército Panzer, los flancos estaban custodiados principalmente por soldados rumanos, húngaros e italianos. El 3.º Ejército rumano, estaba situado en el río Don al oeste de Stalingrado y el 4.º Ejército rumano, al sureste de Stalingrado, ambos ejércitos del Eje habían estado bajo constante ataque soviético desde septiembre. El 3.er Ejército rumano había sido trasladado desde el Cáucaso el 10 de septiembre para tomar posiciones defensivas al sur del 8.º Ejército italiano en el Don, frente a las cabezas de puente soviéticas. Los rumanos estaban debilitados y solo tenían alrededor de seis cañones antitanque modernos por división. La mayor parte de la reserva de tanques alemana, el 48.° Cuerpo Panzer, constaba de unos 180 tanques, la mitad de los cuales eran tanques ligeros Panzer 35(t) completamente inútiles contra los modernos T-34 soviéticos. Los dos ejércitos rumanos fueron derrotados y el 6.º Ejército alemán y parte del 4.º Ejército Panzer fueron rodeados en Stalingrado.
A pesar de su difícil situación, Hitler ordenó al 6.º Ejército que permaneciera a la defensiva, en lugar de intentar escapar. Pretendía que el ejército fuera abastecido por aire, pero la cantidad de suministros necesarios estaba mucho más allá de la capacidad de transporte de la Luftwaffe. La fuerza del 6.º Ejército disminuyó y los soviéticos comenzaron a atacar a las exhaustas y hambrientas tropas alemanas dentro de la ciudad. Para estabilizar la situación, se creó el Grupo de Ejércitos Don (Heeresgruppe Don) bajo el mando del mariscal de campo Erich von Manstein para llenar el vacío entre los Grupos de Ejércitos A y B. El 12 de diciembre, se lanzó una operación de socorro llamada Operación Tormenta de Invierno desde el sur por nuevos refuerzos procedentes del 4.º Ejército Panzer. La ofensiva sorprendió a los soviéticos y los alemanes pudieron penetrar la línea soviética durante 50 kilómetros hacia Stalingrado. A pesar de estos éxitos, al 6.º Ejército estaba demasiado débil para romper las líneas soviéticas y además Hitler se negó a autorizar la fuga. El fracaso fue seguido por un asedio que duró casi dos meses, durante el cual el 6.º Ejército fue destruido.

## Consecuencias

### Operación Saturno

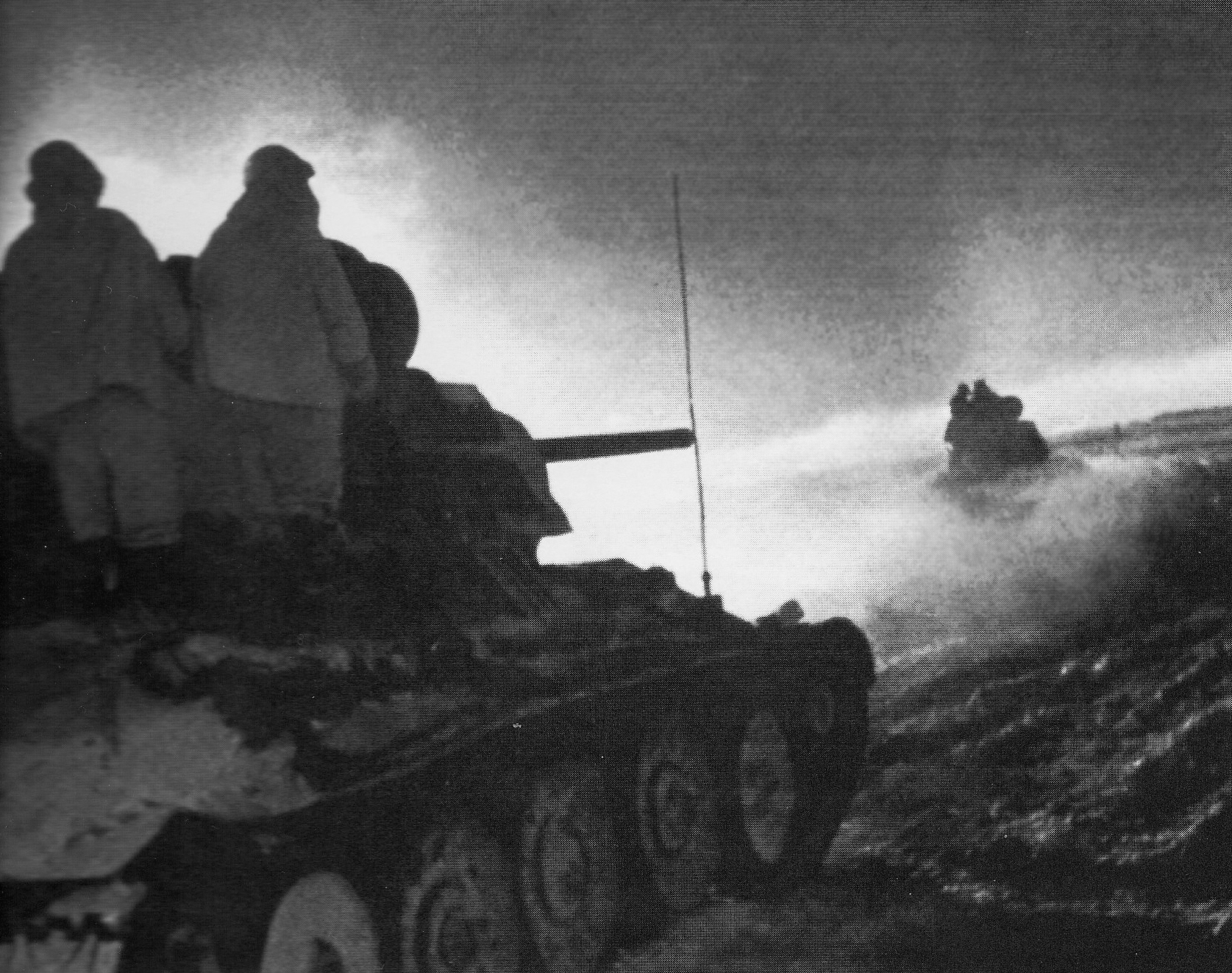
Fuerzas soviéticas durante la Operación Pequeño Saturno

Tras el éxito de la operación Urano, el Ejército Rojo inició la operación Saturno con el objetivo prioritario de aislar al Grupo de Ejércitos A y todas las tropas alemanas situadas al este de Rostov. Durante la operación de socorro alemana en Stalingrado, las fuerzas soviéticas se redesplegaron, por lo que el Alto Mando soviético se vio obligado a establecer unos objetivos más modestos, por lo que la nueva operación fue rebautizada como «Pequeño Saturno». El ataque cayó sobre el 8.º Ejército italiano y los restos del 3.º Ejército rumano, y condujo a la destrucción de la mayor parte de las tropas italianas. Al borde del colapso, los Grupos de Ejércitos B y Don pudieron retrasar el avance soviético, pero se ordenó al Grupo de Ejércitos A que se retirara del Cáucaso el 28 de diciembre.
Después del éxito de la operación Pequeño Saturno, los soviéticos lanzaron varias ofensivas de seguimiento, más tarde llamadas ofensiva Estratégica Vorónezh-Járkov. La Ofensiva de Ostrogozhsk-Rossosh comenzó el 12 de enero y destruyó gran parte del 2.º Ejército húngaro y los restos del 8.º Ejército Italiano en el Don al sureste de Vorónezh. Con el flanco sur en peligro, el 2.º Ejército alemán se vio obligado a retirarse de Vorónezh y del Don. La operaciones continuaron hasta enero y llevaron a la Stavka a creer que podrían dar un golpe fatal a los alemanes y decidir la guerra en el sur de Rusia. La Operación Estrella, realizada por el Frente de Vorónezh, tenía como objetivo liberar las ciudades de Járkov, Kursk y Bélgorod. La operación Galope fue conducida por el Frente Suroeste contra Voroshilovgrad, Donetsk y luego hacia el Mar de Azov, para aislar a las fuerzas alemanas al este de Donetsk. Las operaciones comenzaron simultáneamente a finales de enero. Los soviéticos se abrieron paso rápidamente y en el norte, Kursk cayó el 18 de febrero y Járkov el 16 de febrero después de una retirada alemana, mientras que en el sur los alemanes fueron empujados hacia una línea al oeste de Voroshilovgrad. El 12 de febrero, los restos de los Grupos de Ejércitos Don, B y partes del Grupo de Ejércitos A pasaron a llamarse Grupo de Ejércitos Sur, al mando de Manstein.
Las operaciones de Járkov y Donbás se iniciaron el 25 de febrero por el nuevo Frente Central al mando del mariscal de la Unión Soviética Konstantín Rokossovski, con las fuerzas liberadas después de la rendición de los alemanes en Stalingrado el 2 de febrero. Las operaciones estaban dirigidas contra el Grupo de Ejércitos Centro en el norte y programadas para coincidir con los éxitos esperados de las operaciones soviéticas en el sur. El Grupo de Ejércitos Sur escapó del cerco y preparó una contraofensiva, que condujo a la tercera batalla de Járkov y a la estabilización del frente. El desastre de Stalingrado supuso el final de la operación Azul y las conquistas territoriales alemanas se revirtieron completamente a finales de 1943, a excepción de la pequeña cabeza de puente de Kubán en la península de Tamán, retenida para una posible segunda ofensiva del Cáucaso, la península fue finalmente evacuada el 19 de octubre de 1943, después de intensos combates aéreos.

### Causas del fracaso de la operación
Debido al éxito inicial de la ofensiva de verano alemana de 1942, Hitler se volvió más ambicioso, ejerciendo una gran presión sobre el ejército alemán. El líder alemán no esperaba que los soviéticos pudieran lanzar una contraofensiva tan grande como la Operación Urano y envió tropas a otros lugares, ordenando a la Wehrmacht que dividiera sus fuerzas para conseguir al mismo tiempo varios objetivos. La oposición y los contratiempos menores llevaron a Hitler a despedir a los oficiales disidentes e interferir cada vez más con el mando, cambiando constantemente los planes y las órdenes, lo que generó confusión, demoras y desperdicio de recursos preciosos como el combustible mientras el ejército alemán luchaba por mantenerse al día con la indecisión de Hitler.
La sobreextensión redujo las capacidades del ejército alemán y sus aliados para defender este enorme territorio y los soviéticos montaron una ofensiva decisiva en Stalingrado, rodeando al ejército alemán. Pronto, ambos bandos se concentraron en la batalla por la ciudad, convirtiendo al Cáucaso en un teatro secundario. Con el Grupo de Ejércitos B incapaz de mantener la línea del Volga, las ofensivas soviéticas casi cortaron al Grupo de Ejércitos A en el Cáucaso y este se vio obligado a retirarse. La rendición del 6.º Ejército fue un gran golpe para la moral alemana y un gran shock para Hitler. A pesar de la destrucción del 6.ºEjército, los soviéticos solo pudieron obligar al ejército alemán a retirarse del Cáucaso, lo que retrasó la decisión final sobre el frente oriental. El comando soviético sobreestimó sus capacidades y empujó a sus fuerzas hasta el límite de sus líneas de suministro, lo que llevó a la derrota en la Tercera batalla de Járkov y dejó a los alemanes en condiciones de luchar en la Batalla de Kursk.